# Wereldkampioenschappen schaatsen afstanden 2023 - 1000 meter vrouwen
De 1000 meter vrouwen op de wereldkampioenschappen schaatsen afstanden 2023 werd gereden op zaterdag 4 maart 2023 in het ijsstadion Thialf in Heerenveen, Nederland.
Titelverdediger was Brittany Bowe. Wereldkampioen werd Jutta Leerdam voor Antoinette Rijpma-de Jong en Miho Takagi.

## Uitslag
| #      | Schaatser                 | Land                | Tijd       |
| ------ | ------------------------- | ------------------- | ---------- |
| Goud   | Jutta Leerdam             | Nederland           | 1.13,03    |
| Zilver | Antoinette Rijpma-de Jong | Nederland           | 1.14,26    |
| Brons  | Miho Takagi               | Japan               | 1.14,37    |
| 4      | Kimi Goetz                | Verenigde Staten    | 1.14,48    |
| 5      | Brittany Bowe             | Verenigde Staten    | 1.14,68    |
| 6      | Vanessa Herzog            | Oostenrijk          | 1.15,12    |
| 7      | Jekaterina Ajdova         | Kazachstan          | 1.15,26    |
| 8      | Ellia Smeding             | Verenigd Koninkrijk | 1.15,28    |
| 9      | Erin Jackson              | Verenigde Staten    | 1.15,63    |
| 10     | Michelle de Jong          | Nederland           | 1.15,67    |
| 11     | Kim Min-sun               | Zuid-Korea          | 1.15,88    |
| 12     | Karolina Bosiek           | Polen               | 1.16,27    |
| 13     | Han Mei                   | China               | 1.16,40    |
| 14     | Isabelle van Elst         | België              | 1.16,52    |
| 15     | Kim Hyun-yung             | Zuid-Korea          | 1.16,68    |
| 16     | Alina Dauranova           | Kazachstan          | 1.16,74 pr |
| 17     | Li Qishi                  | China               | 1.16,76    |
| 18     | Maddison Pearman          | Canada              | 1.17,20    |
| 19     | Kako Yamane               | Japan               | 1.17,79    |
| 20     | Natalia Jabrzyk           | Polen               | 1.18,06    |
| 21     | Lea Sophie Scholz         | Duitsland           | 1.18,29    |
| 22     | Martine Ripsrud           | Noorwegen           | 1.18,33    |
|        | Sumire Kikuchi            | Japan               | DNS        |
|        | Kaitlyn McGregor          | Zwitserland         | DNS        |

1996 · 
1997 · 
1998 · 
1999 · 
2000 · 
2001 · 
2003 · 
2004 · 
2005 · 
2007 · 
2008 · 
2009 · 
2011 · 
2012 · 
2013 · 
2015 · 
2016 · 
2017 · 
2019 · 
2020 · 
2021 · 
2023 · 
2024 · 
2025